# 이시카와현
이시카와현(일본어: 石川県, 문화어: 이시까와현)은 일본 혼슈의 동해 연안에 있는 현이다. 현청 소재지는 가나자와시이다.

## 개요
이시카와라는 명칭은 가가 지방에 있던 이시카와군(石川郡)에서 유래했으며, 이시카와군이라는 명칭은 이시카와현에서 가장 큰 하천인 데토리가와(手取川)의 옛 이름인 '이시카와(石川)'에서 유래했다. 1872년 가나자와현청이 이시카와군 미카와마치(石川郡美川町, 현 하쿠산시)로 이전하면서 이시카와현으로 이름이 바뀌었다. 이듬해 현청이 다시 가나자와로 이전한 후에도 현명은 그대로 유지되어 현재에 이르고 있다. 참고로 가나자와도 시제 시행 이전에는 이시카와현에 속해 있었기 때문에 현청 소재지와 현명에는 불일치가 없었다고 할 수 있다.
모양은 동서 약 100km, 남북 약 200km로 남북으로 길쭉하다. 현 남부의 가가 지방은 서쪽으로는 동해와의 해안선이 직선으로 이어져 있고, 동쪽으로는 료하쿠산맥이 이어져 있다. 남동부에는 현내 최고봉인 하쿠산(2,702m)이 우뚝 솟아 있다. 현 북부의 노토 지방은 동해를 향해 북동쪽으로 튀어나온 반도(노토반도)로 되어 있다. 이 때문에 현 전체 해안선의 총 길이는 약 580km에 달한다. 이는 JR 도카이도 본선 도쿄역과 고베역 사이(589.5km)에 해당하는 거리이다.
인구는 약 110만 명이다. 도시별로는 가나자와시가 가장 많은 약 46만 명으로 약 40%를 차지한다. 다음으로 많은 곳은 하쿠산시와 고마쓰시가 각각 약 11만 명으로, 가나자와시를 중심으로 현 남부의 가가 지방에 인구가 편재되어 있다. 가나자와시의 인구는 호쿠리쿠 지방에서는 니가타시에 이어 2위(호쿠리쿠 3현으로 한정하면 1위)로 호쿠리쿠 경제의 중심지 중 하나이다.
2005년 기준 약 60만 명의 종업원 중 약 65%가 3차 산업에, 약 30%가 2차 산업에 종사하였다. 2차 산업 중에서는 제조업의 비율이 높고, 제조업 중에서도 대다수가 일반기계, 전기기계 등 기계 관련 종사자이다. 1인당 생산용 기계기구 제조업 출하액으로는 일본 1위를 차지하고 있다.
에도 시대엔 가가국, 노토국, 엣추국을 영지로 삼고 있었으며 가가번은 학문과 문예를 장려하였기 때문에 조카마치인 가나자와를 중심으로 전통문화가 융성하여 지금까지 계승되고 있으며, 가나자와시에서는 노가쿠의 가가호세이, 직물염색기법인 가가유젠, 마키에를 한 가나자와칠기, 다도구로 사용되는 오히야키 등이 전해진다. 그 외 와지마시의 와지마 칠, 카가 지방의 구타니 야키 등 예술성이 높은 전통 기술이 계승되고 있다. 인구당으로 본 일본전(일본 미술 전람회)이나 일본 전통 공예전의 입선자수는 일본 1위를 차지하고 있다.
이시카와현을 방문한 관광객은 2010년 약 2,150만 명으로 추정되며, 이 중 약 820만 명이 가나자와시 주변, 약 680만 명이 노토 지방, 약 660만 명(가나자와시 주변 제외)이 가가 지방을 방문한 것으로 추정된다. 주요 관광지로 방문객이 많은 곳은 가나자와시에서는 겐로쿠엔, 가나자와성 공원, 가나자와 21세기 미술관, 히가시차야가이, 노토 지방에서는 와지마시의 와지마 아침시장, 나나미오시의 와쿠라 온천, 노토 식제 시장, 하쿠이시의 기타타이샤, 하쿠이시와 호다시미즈정에 걸친 센리하마, 가가 지방에서는 가가시의 야마야 온천, 야마나카 온천, 가타야마쓰 온천이다, 고마쓰시의 아와즈 온천, 기바가타 공원, 하쿠산시의 하쿠산비코 신사 등이 있다.
전국 도도부현 중에서 유일하게 태평양 전쟁에서 공습을 받지 않았다.

## 역사

### 고대 ~ 근현대

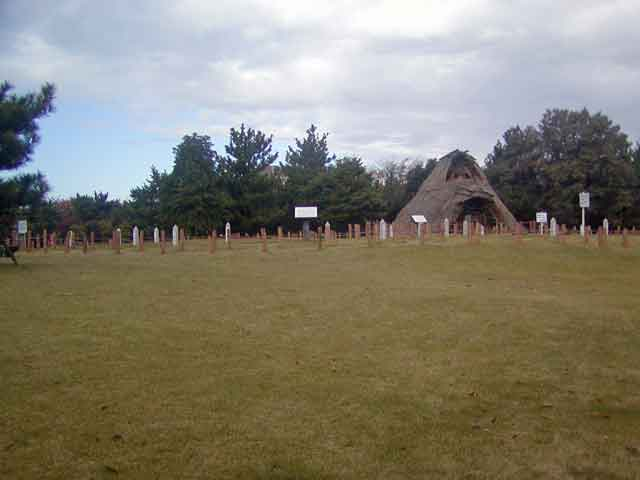
고쿄즈카 유적 (노노이치시)

현재의 이시카와현은 옛 가가국과 노토국이 합쳐져 형성되었다. 조몬 시대 후기와 말기의 유적이 이곳에서 출토된다. 노토정의 마와키 유적은 조몬 시대 전기부터 말기까지 약 4천년 정도 지속된 유적이다. 조몬 시대 후기부터 말기의 유적으로는 가나자와시의 지카모리 유적, 노노이치시의 고쿄즈카 유적이 있다.
과거 이시카와현은 고대인 4세기때 야마토 정권의 지배를 받았고, 노토국은 741년에 엣추국에 병합되었으며 이 무렵 오토모노 가모치가 엣추국의 국사로 부임해 있다가 757년에는 엣추국에서 분리되어 다시 노토국이 세워졌다. 이후 에누마 2군을 할애하여 가가국이 세워졌다.
중세에는 하타케야마 만케이가 나나오성을 축성하여 하타케야마의 거점이 되었고 7대 당주 하타케야마 요시히데 시대에 전성기를 맞았지만 요시히데가 사망하고 나서 하타케야마 7인방이 실권을 쥐어 다이묘 권력을 허수아비로 만들었다. 1560년 9대 당주 하타케야마 요시쓰나가 실권을 되찾았지만 1566년의 정변으로 인해 노토국에서 추방되었고 1577년 우에스기 겐신이 노토국에 침공하여 나나오성 전투가 일어나 하타케야마 씨는 멸망하였다.
마에다 도시이에의 장남 마에다 도시나가는 세키가하라 전투에서 도쿠가와 이에야스의 동군에 도착한 공을 인정받아 전후에 엣추국을 하사받았다. 도시나가는 에도 막부의 막번체제 하에 가가국, 노토국, 엣추국 3국을 다스리는 가가번의 번주가 되었다. 가가번은 마에다 가문이 약 120만석을 차지했다. 제2대 번주 마에다 도시츠네는 에도 막부 2대 장군인 도쿠가와 히데타다의 딸 다마공주를 아내로 삼아 도쿠가와의 다이묘로서 오사카의 진을 치고 있었으며 전후 오사카성 개수의 공사에서는 많은 부담을 주었고 다이묘로서 헐뜯는 것을 피하는 것에 신경을 썼다. 1659년에 하쿠산이 분화하였고 1668년과 1671년에는 데도리강의 홍수로 다수의 사망자가 발생하였다. 에도 막부 말기에는 서양식 병사들의 장유관과 항해, 측량 실습을 위한 군함소를 만들고 유럽에서 서양식 함선을 구매하는 등 해상 방어에 주력했다.

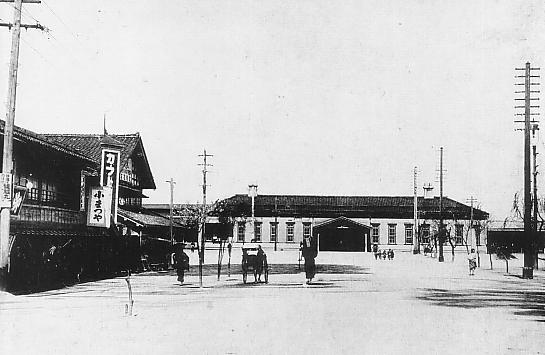
메이지 시대의 가나자와 역사 및 역전 광장 (가나자와시)

1871년 7월 14일에는 폐번치현이 실시되어 가나자와번은 가나자와현(1차), 다이쇼지번은 다이쇼지현이 되었다. 1872년 2월 2일 가나자와현청을 이시카와군 미카와정(현 하쿠산시 미카와미나미정)으로 옮기고 이 군명을 따라 이시카와현으로 개칭했다. 현청 이전은 옛 가가번의 영향력을 약화시키기 위한 정부의 방안이라는 등 여러 설이 있지만 공식적으로는 가나자와이 현역의 북쪽에 지나치게 의존하고 있다는 이유였다. 덧붙여 가나자와시도 시제 시행 전에는 이시카와군에 속해 있었다. 동년 9월 25일에 사수군을 제외한 나나오현을 이시카와현에 병합하고(사수군은 신카와현에 병합), 11월에 아시바현에서 하쿠산 기슭 18개 촌을 병합해 현재의 이시카와현과 같은 영역이 되었다. 이로 인해 앞의 현청 이전의 근거가 사라지면서 다음해인 1873년에 다시 현청은 가나자와로 이전했지만, 현명은 그 후에도 이시카와현으로 유지되었다. 1876년, 당시의 신카와현(현재의 도야마현에 포함)과 쓰루가현(현재의 후쿠이현에 포함)의 영북 지역을 편입해 도야마와 후쿠이에 지청을 두었다(현재의 이시카와현과 구별하는 의미에서 「대이시카와현」이라고 부르는 일이 있다). 1878년에는 기오이자카의 변이 발생하기도 했다.
1874년 구 가나자와번 사장 다니가와 준야(후의 가나자와시장) 등에 의해 가나자와 제사장이 창설되었다. 관영 모범 공장인 도미오카 제사장을 본뜬 것으로, 현에서 식산 흥업을 선도했다. 1887년 4월 가나자와에 구제 제4고등중학교(현 가나자와 대학의 전신)가 설치되었다. 또한 1898년 10월, 가나자와성 내에 구 일본군 육군 제9사단 사령부가 설치되었다. 이로써 가나자와는 호쿠리쿠 지역의 학문적, 군사적인 거점으로 발전해 나간다.
철도는 1897년 9월 호쿠리쿠 본선이 후쿠이현에서 고마쓰역까지 연장되었고, 다음 해인 1898년 4월에 가나자와역까지, 동년 11월에 다카오카역까지 연장되었다. 또 동년 4월에는 나나오 철도가 쓰바타 임시 정거장(현 혼즈바타역 부근)부터 야다 신역(우후의 나나오미나토역)까지 개통해, 1907년에 국유화되었다. 1925년엔 와쿠라역까지 연장해 1935년까지 와지마역까지 개업했다.
가나자와 제사장 시공에 참여한 쓰다 요시노스케의 고즈다 요네지로는 직조기의 기계화에 힘써, 1900년 일본 최초의 역직기를 발명했다. 당시 하부타에 생산으로 출발이 늦어지고 있던 가나자와 상자의 역직기에 의한 공장제 대량생산으로 다이쇼기에 걸쳐 생산량을 늘렸다. 동년 가나자와에서는 전기의 송전이 개시되어 다음해인 1901년에 시내 전화가 개통하였고, 1908년에는 가스의 공급이 시작되었다.
1918년 도야마현 우오즈정에서 발생한 쌀 소동은 이시카와현에서도 다카하마정·호리마쓰촌부터 가나자와시, 우데즈정(현 노토정), 마츠토정(현 하쿠산시), 아나미즈정으로 파급되었다. 다음 해인 1919년에 가나자와에서 시내 전철이 운전을 시작한 것을 계기로 도시화가 진행되어, 카페·영화 등의 대중 문화가 퍼졌다. 1925년 우치나다촌(현 우치나다정)에 개원한 아와사키 놀이공원도 인기가 많았다. 가나자와에서는 1930년 사이가와에 수원을 둔 정수장이 완공되어 수도가 공급되었으며, 같은 해 라디오 방송이 시작되었다.
1896년 및 1934년에는 데토리강에서 대홍수가 발생해 다수의 사망자가 발생했다. 특히 1934년의 재해는 상류에서 대규모 산사태(별당 붕괴)가 발생하는 등 상류에서 하구까지 유역 전역에 걸쳐 피해가 발생해 사망자 97명, 행방불명자 15명에 이르는 대재해였다.

### 현대

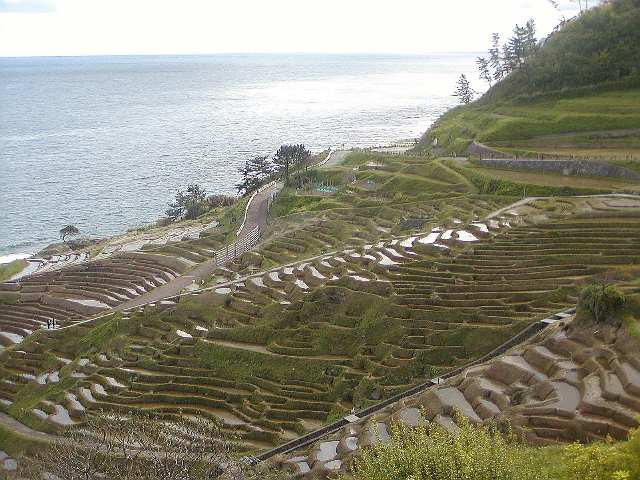
시로요네센마이다 (와지마시)

이시카와현은 태평양 전쟁 중 공습 등에 의해 초토화되는 것을 면했기 때문에(일본에서 유일하게 태평양 전쟁에서 공습이 없었던 현이다) 전후에도 다양한 사회 자본을 계속 사용할 수 있었다. 1947년 제2회 국민체육대회가 이시카와현을 중심으로 개최된 것은 하나의 예이다. 이것은 각 도도부현의 소통이 되는 최초의 대회가 되었다.
전후 미군이 우치나다촌(현 우치나다정)에서 접수한 포탄 시사장에 대한 반대 운동(우치나다 투쟁)이 일어나, 1952년부터 다음 해에 걸쳐 격렬해졌다. 그 후 1957년 철수되면서 사태는 점차 진정되었다. 구 해군의 고마쓰 비행장은 전후 미군에 접수되었지만, 1955년에 오사카행 부정기 항공편이 취항했다. 1958년에 미군이 철수하자 항공자위대가 주둔하였고 1961년 항공자위대 고마쓰기지가 개청하여 정식으로 자위대와 민간항공의 공용 비행장이 되었다.
1957년 NHK가 TV 방송을 개시하였고 이듬해 민영방송인 호쿠리쿠 방송도 TV 방송을 시작했다. 1962년부터는 컬러 텔레비전 방송이 송출되었다. 같은 해 12월 말부터 다음해인 1963년 2월 초에 걸쳐 호쿠리쿠 지방을 중심으로 넓은 범위에서 강설이 계속되었다. 최심적설은 가나자와에서 181cm를 기록하여 교통과 통신 장애, 정전 외에 가옥의 붕괴도 잇따랐다(삼팔폭설).
1963년 호쿠리쿠 본선 후쿠이역 ~ 가나자와역 간이 전철화되었고, 다음 해 가나자와역 ~ 도야마역 간도 전철화되었다. 국철 노토선은 1959년에 아나미즈역에서 우가와역까지 개업한 뒤 1964년까지 다코지마역까지 전 노선 개통했다. 한편 1967년 가나자와 시내 전차가 폐지되었다.
1972년 현내 최초의 고속도로인 호쿠리쿠 자동차도 가나자와니시 IC ~ 고마쓰 IC 간이 개통되었다. 그 후 1978년까지 현내의 호쿠리쿠 자동차도는 전 노선이 개통되었다. 노토 방면은 1973년 노토 해변도로 다카마쓰 IC ~ 야나기다 IC 간이 개통되고, 1982년까지 아와사키 IC ~ 고코노미 IC(현 아나미미즈 IC) 간의 노토 유료도로 전 노선이 개통되었다. 또한 1977년까지 아와사키 IC ~ 고지마 IC ~ 고노토미치 IC ~ 고노미즈 IC ~ 고노미즈 IC ~ 하쿠가와 시라이와 시로야마 IC 간의 노토 유료도로를 개통한 것이 1977년(하쿠산시)이다.
1980년에는 치수, 도시용수의 공급, 발전을 목적으로 한 데토리가와댐이 완공되었다. 북쪽은 나나오시 노토섬에서 남쪽은 가가시까지 현내 급수 인구의 70% 이상을 조달한다. 또 1993년 시가초에서 시가 원자력 발전소(호쿠리쿠 전력)가 영업 운전을 시작했다. 한편 2003년에는 슈슈시에서 건설 계획이 있던 슈슈 원자력 발전소(호쿠리쿠 전력·주부 전력·간사이 전력)의 계획 동결이 발표되었다.
쇼와 시대 말기 이후 노토 지방의 교통 체계는 철도 중심에서 도로·공항으로 크게 바뀌었다. 1988년 JR 노토선이 폐지되어 제3섹터 철도인 토와 철도에 인계되었다(토와 철도 노토선). 1991년에는 JR 나나오선 쓰바타역 ~ 와쿠라 온천역 간이 전철화되는 한편, 와지마역 간이 노토 철도로 경영 이관되었다(노토 철도 나나오선). 2001년 노토 철도 나나오선 아나미즈역·와지마역 간이다. 그러나 2005년 철도 노토선이 폐지되었다.
2003년 이시카와현에서 두 번째로 노토 공항이 개항했다. 노토 공항에는 이시카와현의 출장기관이 들어서고 그 외에 인접지에 일본항공학원이 유치되었다. 또한 도로 휴게소로도 등록되어 있다. 노고에 자동차도는 노토 유료도로와 공용하는 도쿠다오쓰 JCT ~ 아나미즈 IC 간에 이어 1998년 다즈루하마 IC ~ 도쿠다오쓰 JCT 간이 공용 개시. 2006년에 아나미 IC ~ 노토 공항 IC(현 노사토야마 공항 IC) 간(아나미즈 도로)이 개통되었다.
2007년 3월 25일 노토반도 앞바다를 진원으로 하는 매그니튜드 6.9의 지진(노토반도 지진)이 발생했다. 최대 진도는 와지마시, 나나오시, 아나미즈정에서 진도 6강을 기록했으며 사망자 1명, 중경상자 338명 외에 2,426동의 주택이 완파되고 노토 유료도로 일부가 대규모로 붕괴되는 등의 피해가 발생했다. 2008년 7월 28일에는 새벽부터의 강우로 아사노강이 55년 만에 범람해 가나자와 시내에서 2,000동이 넘는 가옥의 침수 피해가 발생했다. 아사노강 유역의 최대 3시간 강우량은 가나자와 지방기상대의 과거 최대 강우량을 기록했으며, 약 200년에 한 번 내린 호우가 되었다.
2009년 가나자와시가 유네스코·창조도시 네트워크 크래프트 분야에 등록되었다. 또한 같은 해 노토 지방 북부의 전통적인 제례 오쿠노토의 무침이 유네스코의 무형문화유산 대표 일람표에 기재되어, 2011년에는 노토의 사토야마자토 우미가 사도섬과 동시에 일본에서 처음으로 유엔식량농업기구(FAO)의 세계농업유산으로 인정되었다.
2015년 3월 14일, 현민이 열망하고 있던 호쿠리쿠 신칸센이 가나자와역까지 개업했고, 와지마시를 무대로 한 NHK 연속 텔레비전 소설 희귀 방송 등으로 현내가 들끓었다.
2020년 4월 14일, 신종 코로나 바이러스의 감염 확대에 브레이크가 걸리지 않고, 지사는 독자적인 긴급사태 선언을 냈다. 기자회견에서 지사는 「지역의료가 위기적인 상황에 빠질 수도 있다」라고 위기감을 표명했다.

## 지리
일본 혼슈 중앙부 호쿠리쿠 지방 동해 연안에 위치하고 있다. 현역은 동서 100.9km, 남북 198.4km, 면적 4,185.66km2이며, 해안선의 총연장은 581.0km이다. 남북으로 길쭉한 모양으로 부분이 잘록한 모래시계나 알파벳 F와 같은 형상을 하고 있다. 서쪽, 북쪽, 북동쪽으로는 동해에 접하고 있으며, 남서쪽은 후쿠이현에, 동쪽은 도야마현에, 남동쪽은 기후현에 인접하고 있다. 또한 일본의 영해를 확정하기 위해 설정되어 있는 기선은 와지마시 뱃머리 창섬 북동단부터 니가타현 사도시 네이시마 서단까지 직선 기선으로 그어져 있으며 도야마현을 거치진 않는다.

## 행정 구역

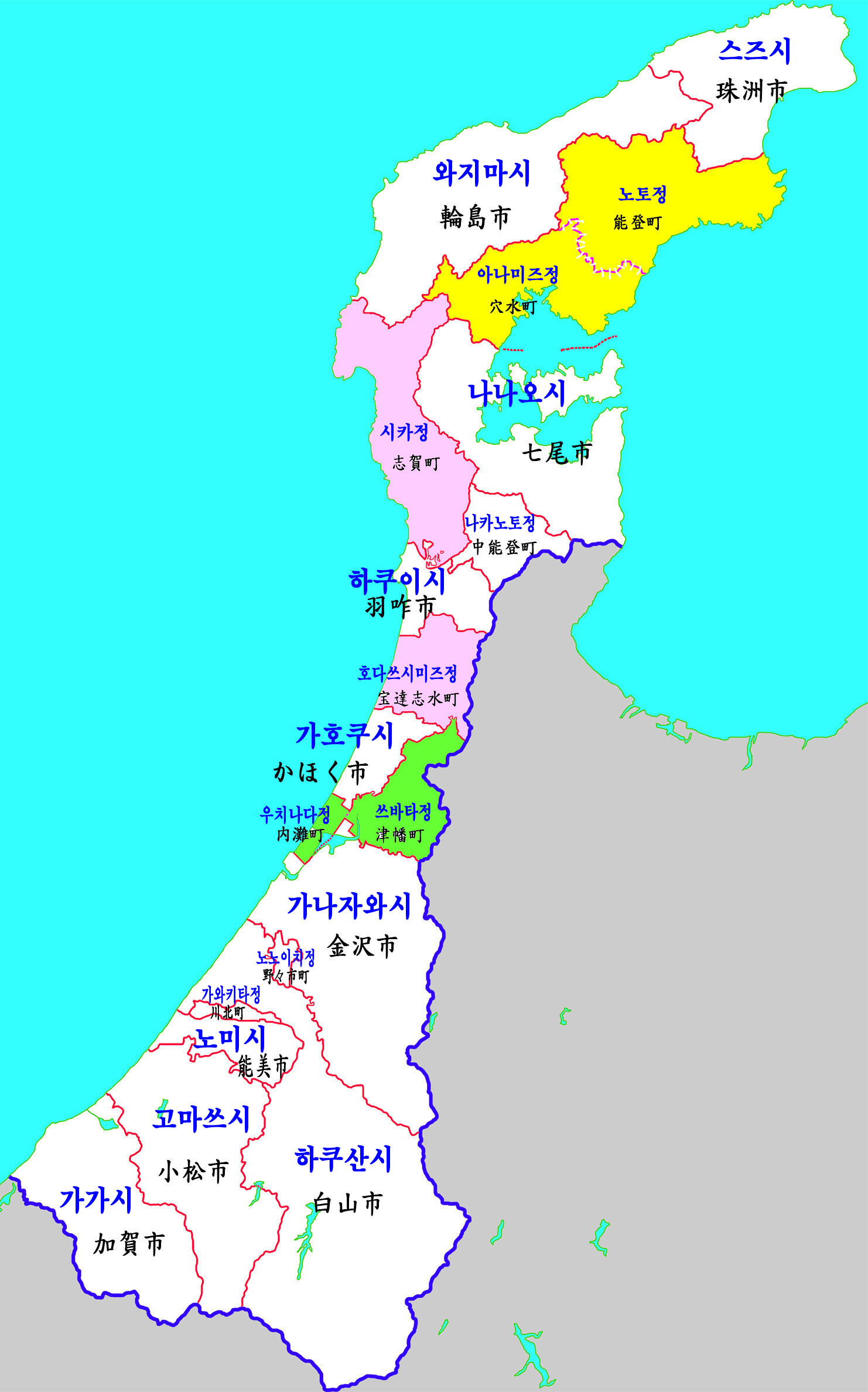

이시카와현은 11개 시와 8개 정(町)으로 구성되어 있다.
| - 가나자와시(金沢市) - 현청 소재지 - 나나오시(七尾市) - 고마쓰시(小松市) - 와지마시(輪島市) - 스즈시(珠洲市) - 가가시(加賀市) - 하쿠이시(羽咋市) - 가호쿠시(かほく市) - 하쿠산시(白山市) - 노미시(能美市) - 노노이치시(野々市市) | - 노미군(能美郡) - 가와키타정(川北町) - 가호쿠군(河北郡) - 쓰바타정(津幡町), 우치나다정(内灘町) - 하쿠이군(羽咋郡) - 시카정(志賀町), 호다쓰시미즈정(宝達志水町) - 가시마군(鹿島郡) - 나카노토정(中能登町) - 호스군(鳳珠郡) - 아나미즈정(穴水町), 노토정(能登町) |

## 경제
2008년의 현내 총생산은 4조 6,114억 엔으로, 국내 총생산에 대한 비율은 0.93%였다. 1인당 현민 소득은 281만 8천 엔으로 1인당 국민소득인 275만 4천 엔을 2.3% 웃돌고 있다.
2005년의 취업자수는 596,324명이며, 이중 제1차 산업은 23,237명(3.9%), 제2차 산업은 176,786명(29.6%), 제3차 산업은 389,749명(65.4%)이 되고 있다. 전후 얼마 되지 않은 1950년에는 제1차 산업에 52.6%가 종사하고 있었기에 산업구조가 크게 변화한 것이다. 이시카와현의 산업구조는 제2차 산업 중에서도 제조업의 비율이 높고, 또한 제조업 중에서도 종업원의 과반수가 일반 기계나 전기 기계 등의 기계업에 종사하고 있는 것이 특징이다. 1인당 생산용 기계기구 제조업 출하액에서는 일본 1위이다.

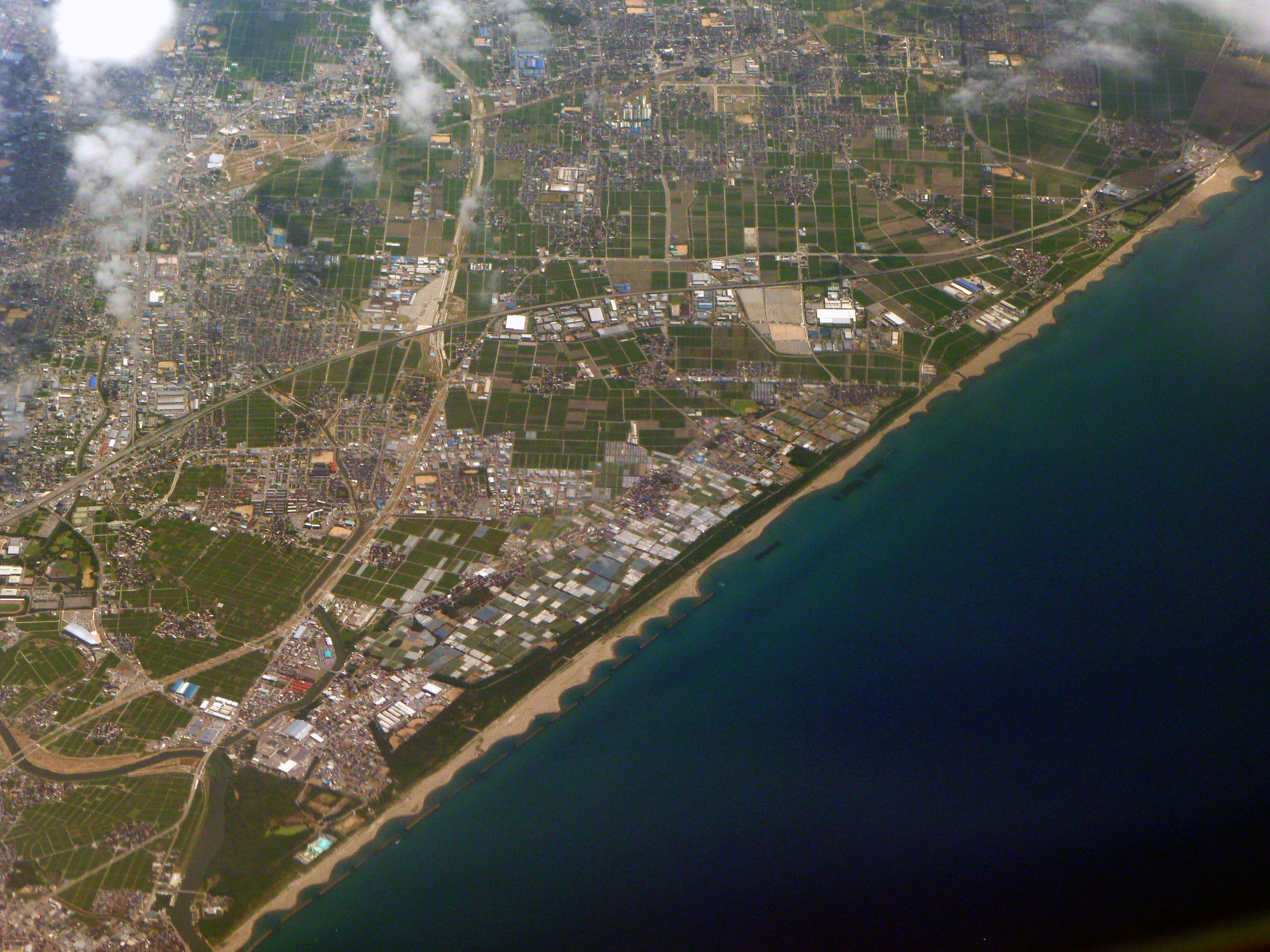
논이 감소하는 가나자와 평야(하쿠산시)

농업 산출액은 2008년 기준 583억 엔이며 1985년 1,087억 엔의 54%에 상당하는 수준까지 감소했다. 작부 면적으로는 2004년에 수도 72%, 채소 9%, 콩류 5%, 과수 3%를 이루고 있으며 벼농사가 중심이다. 쌀 품종별로는 고시히카리가 70%를 조금 넘는다. 채소에서는 판매액의 16%를 차지하는 수박이 가장 많고 무가 13%를 차지하며, 과수에서는 배가 판매액의 50%를 차지하고 포도의 24%가 그 다음으로 많다. 젖소·육우·돼지·채란계 사육 마릿수는 감소 추세지만, 농가 한 채당 젖소 수는 전국 4번째, 돼지는 전국 6번째로 많다.
지역의 특징을 살린 농산물의 브랜드화를 꾀하고 있다. 가가 채소는 가나자와 지구에서 전쟁 전부터 재배되고 있다고 인정된 채소이다. 금시초, 가가타 오이, 가가 연근, 겐조무, 우치키 적피 감밤 호박 등 15개 품목이 인정되고 있다. 노토 채소는 노토 지방의 풍토를 살려 생산된 전통 채소, 특산 채소로 나카지마 채소, 사와노 우엉, 금실과 등 13개 품목이 인정되고 있다. 과수로는 이시카와현 농업종합연구센터가 개발한 신종 채소로 나카지마채소, 사와노 우엉이 있다. 또 현내에서 사육된 구로게와 종의 육우 중 품질이 높은 것은 노토우로 인정하는 제도가 마련되어 있다. 이밖에 쌀 신품종 백만곡, 프리지아 신품종 에어리플로라, 배 신품종 가가 시즈쿠가 모두 이시카와현에 의해 개발돼 새로운 특산품이 되고 있다.
임업 산출액은 2008년에 28.6억 엔으로 1985년에 69.2억 엔의 41%까지 감소하였다. 이 중 목재 생산은 16.5억 엔, 특용 임산물은 12.1억 엔이다. 한편 목재 공급량에서 차지하는 현산재의 비율은 1975년의 18%에서 2009년의 39%로 상승했다. 수종별 원목 생산량으로는 2009년에 삼나무가 총 생산량의 84%를 차지하고 그 다음으로 노토 노바 8%, 소나무 4%를 이루고 있다. 나오노토 노바는 노토 지방에서 산출되는 아떼(히노키아수나로의 지방명)의 브랜드명이다. 2009년의 특용 임산물 생산량은 생표고버섯이 853톤으로 가장 많고, 그 다음에 팽이버섯 208톤, 해삼 169톤 등이 되고 있다. 1975년에 약 2,000톤을 생산한 목탄은 113톤까지 감소하였다.

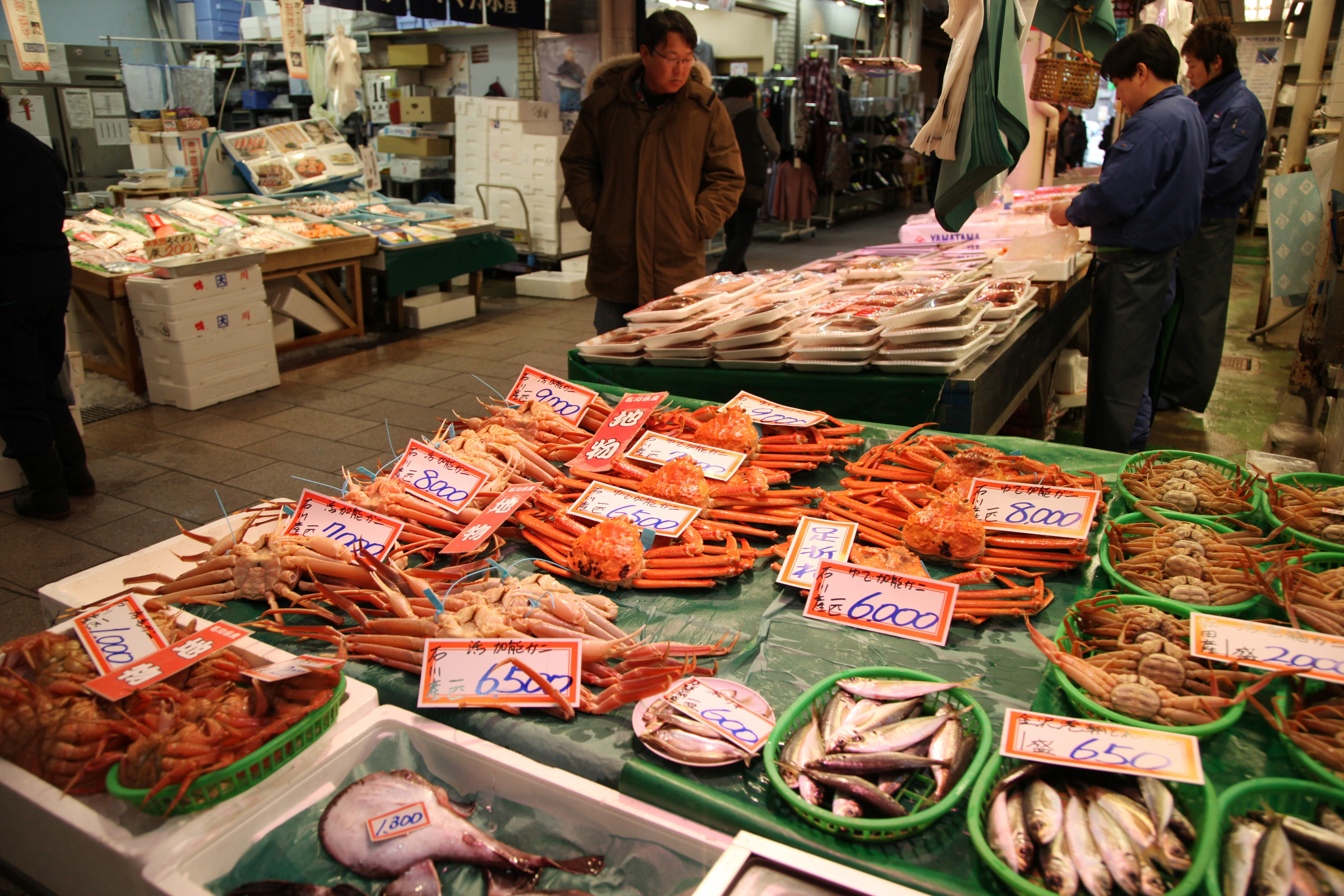
토산물인 해산물이 즐비한 오미정시장(가나자와시)

해면어업·양식업의 생산량은 2005년에 60,306톤, 219억 엔이다. 이는 혼슈 동해 측의 12개 부현 중에서는 생산량에서 3번째, 생산액에서 가장 높은 수치이다. 2010년의 어종별 어획량에서는 멸치가 가장 많았고 그 다음으로 오징어, 방어, 전갱이, 도루묵, 가자미, 대게(홍게를 포함), 삼치, 마다라 등이 차지했다. 2008년의 방어 어획량은 도도부현 중 최다이다. 해면양식업의 생산량은 2005년에 2,560톤으로, 나나오만의 굴양식이 대부분을 차지하고 있다. 내수면어업에서는 은어가 주이나, 계류에서 산천어, 돌무지, 호수늪에서 잉어, 붕어가 생산되고 있다. 또한 수산가공품 생산량은 2009년에 어묵류가 13,942톤, 신선냉동수산물이 6,136톤, 수산물 쓰쿠다 조림류가 1,267톤 등으로 되어 있다.
수산물의 브랜드화를 위한 대처도 볼 수 있다. 매년 11월부터 2월에 걸쳐 노토반도 연안 지역의 정치망에서 어획되는 7kg 이상의 방어는 천연 노토 한부리로 출하된다. 또한 이시카와현에서 어획되는 수컷 대게 중 품질이 좋은 것은 가노가니로 취급되어 전용 태그가 부착된다. 또한 이시카와현에서 암컷 대게는 향갑게로 불리고 있다. 이시카와현 어업협동조합이 정하는 '이시카와의 사계절 생선'은 봄은 가자미, 사요리, 여름은 오징어, 가을은 아마에비, 겨울은 방어, 대게, 향갑게다. 와지마시는 일본에서 가장 복어의 어획량이 많기 때문에 와지마시 측에서 노토 복어로 브랜드화해 인지도 향상에 힘을 쏟고 있다.

### 제조업
이시카와현의 제조품 출하액은 2010년에 2조 3,558억 엔이었다. 같은 해 이전 20년간 최고였던 2007년의 2조 8,743억 엔보다는 18% 감소했다.산업별로는 전자부품이 5,112억 엔으로 22%를 차지해 가장 많았으며 이어서 생산용 기계가 4,307억 엔(18%), 정보통신 기기 1,931억 엔(8%), 섬유 1,806억 엔(8%), 식료품 1,340억 엔(6%) 등으로 되어 있다. 시정별로 보면 고마쓰시가 4,874억 엔으로 가장 많고, 하쿠산시 3,585억 엔, 가나자와시 3,585억 엔, 노미시 2,197억 엔, 가와키타정 2,096억 엔 등 가가 지방에 집중되어 있다.
건설기계에서는 고마쓰시를 창업지로 하는 코마츠가 있다. 건설기계의 일본 시장 점유율 1위, 세계 시장 점유율에서도 캐터필러에 이어 2위를 자랑한다. 시내에는 고마쓰의 공장이나 그 관련 기업도 많아, 기업성 변두리를 형성하고 있다.
전기기기 분야에서는 하쿠산시의 EIZO는 컴퓨터용 디스플레이, 가나자와시의 아이오 데이터 기기는 컴퓨터 주변기기를 생산하고 있다. 가호쿠시에 본사를 두는 PFU는 후지쯔의 완전 자회사이며, 이미지 스캐너의 생산에서는 세계 톱 쉐어이다. 또한 가나자와 무라타 제작소 등 무라타 제작소와 관련된 기업도 많아 전자 부품 생산이 활발하다.
이시카와현의 기업은 틈새시장에서 활약하는 제조업이 많은 것이 특색이다. 가나자와 시내에 본사를 두는 쓰다코마 공업은 직조기로 세계 점유율 1위, 시부야 공업은 음료 병조림 장치에서 일본 내 점유율 1위, 이시노 제작소도 회전 초밥 컨베이어의 일본 내 점유율의 대부분을 생산하고 있다. 또 가가시의 다이도 공업은 이륜차 후륜구동용 체인, 월성 제작소는 이륜차용 스포크로, 모두 일본 내 점유율의 대부분을 차지한다.
전통공예가 발달한 것도 특징이다. 가나자와시에서 생산되는 가나자와박은 금박 일본 점유율의 98% 이상을 차지한다(은박 점유율은 100%). 지역 브랜드로 지명도가 높은 와지마시의 와지마 칠기는 국가가 전통 공예품으로 지정하는 칠기 중 생산량이 최대이다. 이 밖에도 가가 지방에서 만들어지는 구타니 야키, 가가시의 야마나카 칠기, 가나자와시의 가나자와 칠기, 가나자와 불단, 가가 유젠, 하쿠산시의 규슈 명주, 미카와 불단, 나나오시의 나나오 불단, 와지마시의 노슈 명주, 주스시의 주주 야키 등이 생산되고 있다.
| 단위 : 억엔 \| \| \| \| \| \| \| \| \| \| \| \| \| \| \| \| \| \| \| \| \| 4,874 \| 4,118 \| 3,585 \| 2,197 \| 2,096 \| 1,679 \| 1,364 \| 756 \| 590 \| 555 \| 407 \| 381 \| 242 \| 233 \| 181 \| 102 \| 92 \| 71 \| 35 \| \| 고마쓰시 \| 하쿠산시 \| 가나자와시 \| 노미시 \| 가와키타정 \| 가가시 \| 가호쿠시 \| 호다쓰시미즈정 \| 시카정 \| 나나오시 \| 하쿠이시 \| 쓰바타정 \| 나카노토정 \| 노노이치정※ \| 와지마시 \| 스즈시 \| 노토정 \| 아나미즈정 \| 우치나다정 \| |          |            |        |            |        |          |                |        |          |          |          |            |             |          |        |        |            |            |
| ※현 노노이치시 |          |            |        |            |        |          |                |        |          |          |          |            |             |          |        |        |            |            |
| |          |            |        |            |        |          |                |        |          |          |          |            |             |          |        |        |            |            |
| 4,874 | 4,118    | 3,585      | 2,197  | 2,096      | 1,679  | 1,364    | 756            | 590    | 555      | 407      | 381      | 242        | 233         | 181      | 102    | 92     | 71         | 35         |
| 고마쓰시 | 하쿠산시 | 가나자와시 | 노미시 | 가와키타정 | 가가시 | 가호쿠시 | 호다쓰시미즈정 | 시카정 | 나나오시 | 하쿠이시 | 쓰바타정 | 나카노토정 | 노노이치정※ | 와지마시 | 스즈시 | 노토정 | 아나미즈정 | 우치나다정 |

## 인구
이시카와현의 인구는 2011년 11월 1일 기준으로 1,166,177명이었다. 이 중 노토 지방이 207,673명, 가가 지방이 958,504명으로 82%가 가가 지방에 집중돼 있다. 시정별로는 가나자와시가 462,897명으로 가장 많아 현 인구의 40%를 차지하고 있다. 그 다음으로 하쿠산시 110,109명, 고마쓰시 108,107명, 가가시 70,830명, 나나오시 56,989명, 노노이치정(현 노노이치시) 53,066명 등이다.
2010년의 고령화율은 23.7%로, 일본 평균인 23.1%를 웃돌고 있다. 지역별로는 가가 지방이 21.5%인데 비해 노토 지방은 29.6%로 높아졌다. 시 정별로는 노노이치정(현 노노이치시)의 15.0%가 가장 낮고, 슈슈시의 41.8%가 가장 높다.
평균 수명은 2005년에 남성 79.3세, 여성 86.5세로 각각 일본 전국 평균(남성 78.8세, 여성 85.6세)보다 길다. 합계출산율은 2010년에 1.44명으로 일본 전국 평균 1.39명을 웃돌았다.
|                                                | |
| 이시카와현의 전국의 연령별 인구 분포（2005년） | 이시카와현의 연령·남녀별 인구 분포（2005년）                                                                              |
| ■자주색 ― 이시카와현 ■녹색 ― 일본전국          | ■파랑색 ― 남자 ■빨간색 ― 여자                                                                                             |
| · 이시카와현의 인구추이                        | |
| 일본 총무성 통계국 국세조사 결과               | |
|                                                | 이 그래프는 더 이상 지원되지 않는 레거시 그래프 확장 기능을 사용하고 있습니다. 새로운 차트 확장 기능으로 변환해야 합니다. |

### 도시
이시카와현 내 시별 인구 랭킹

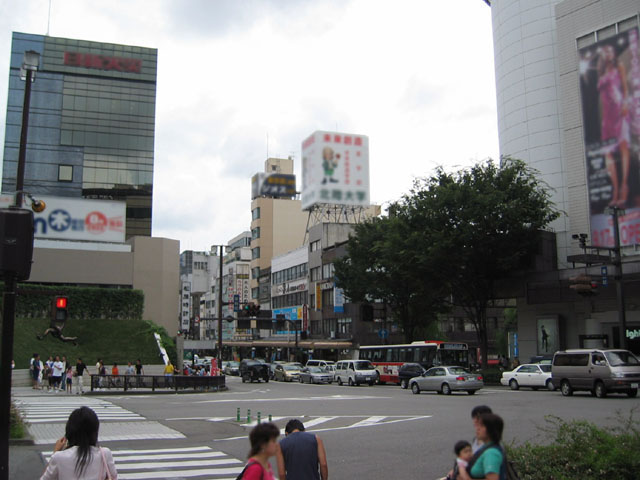
1. 가나자와시 (중핵시)
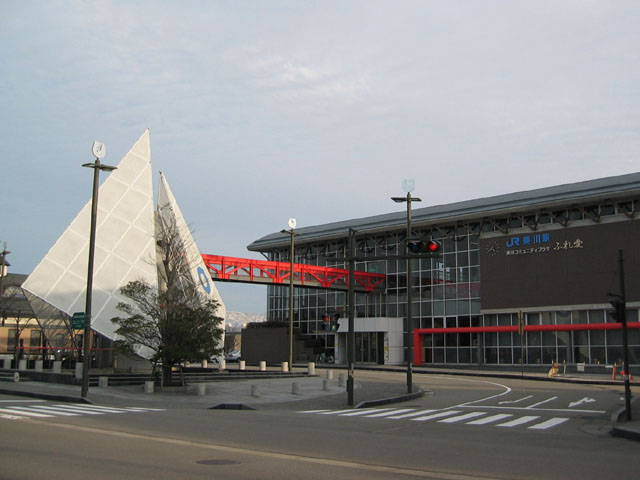
2. 하쿠산시
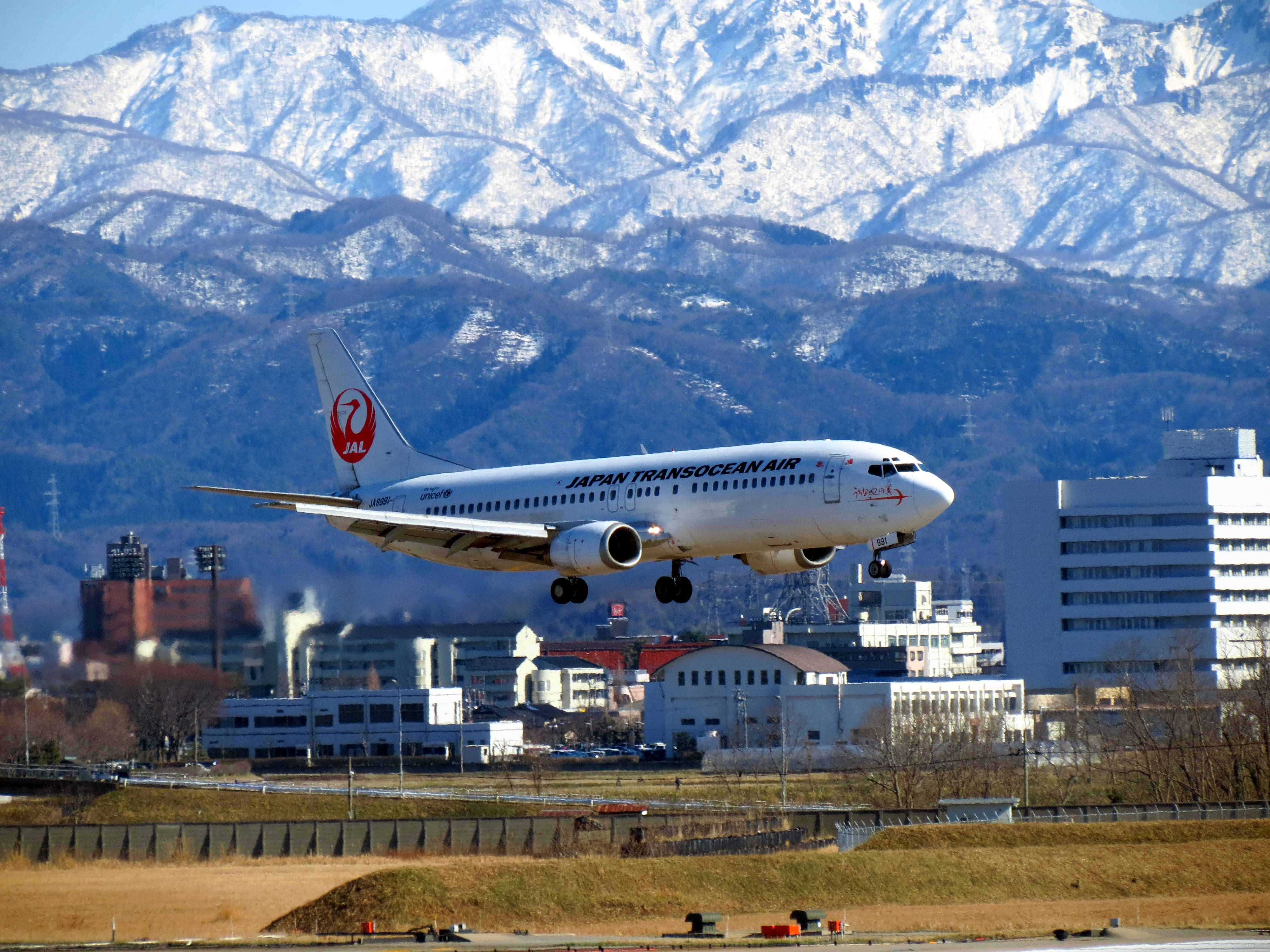
3. 고마쓰시
4. 가가시
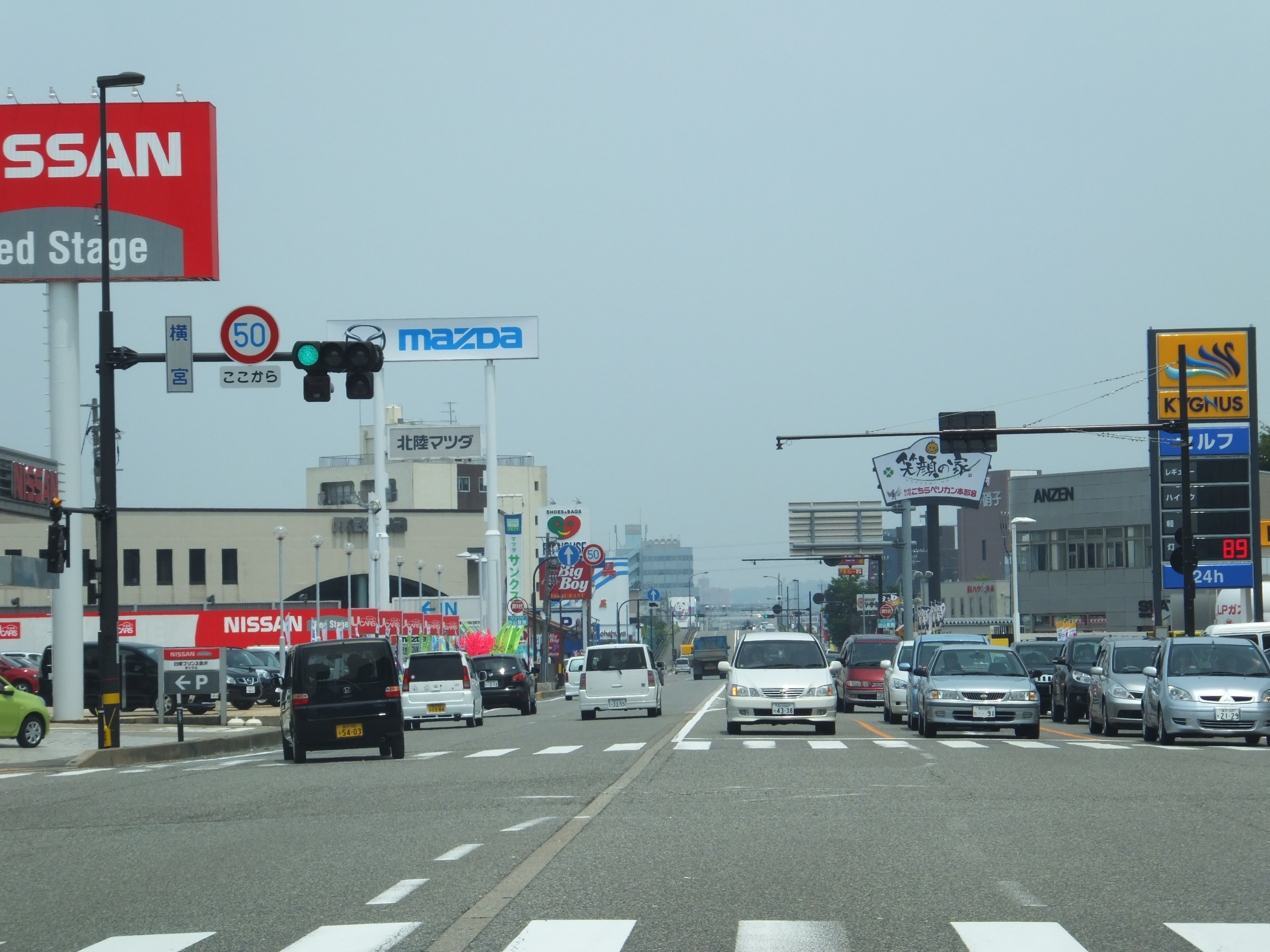
5. 노노이치시
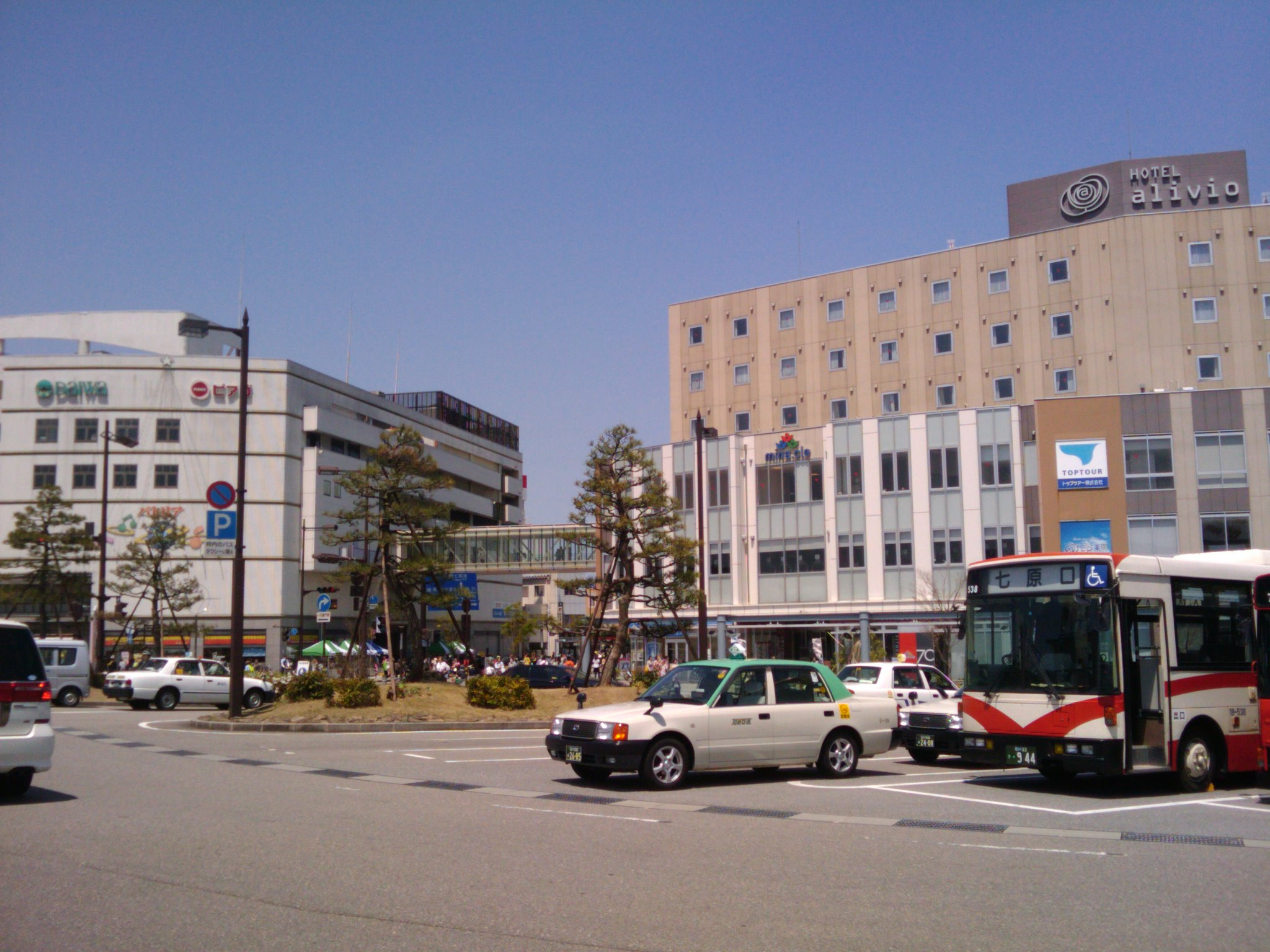
6. 나나오시
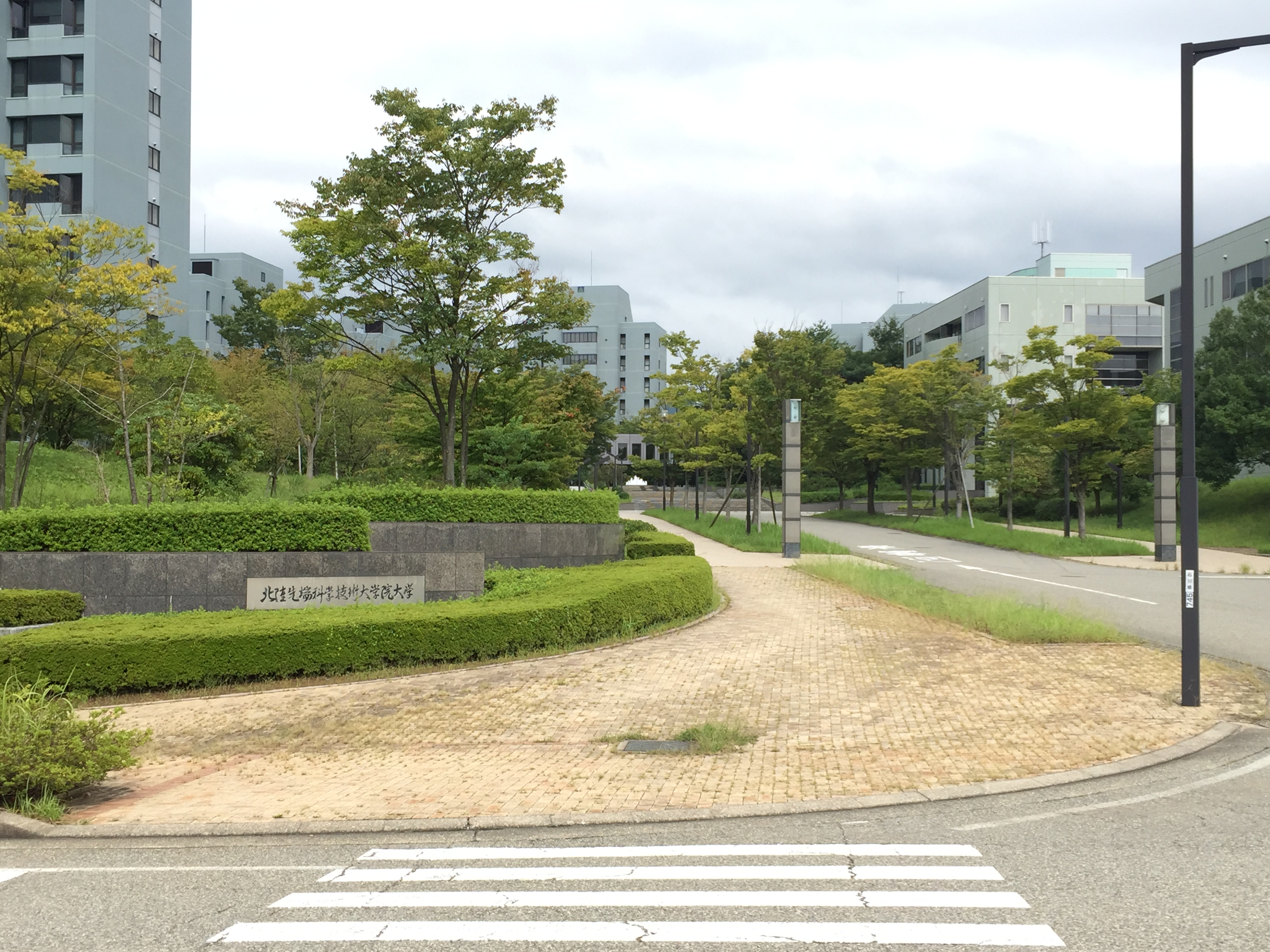
7. 노미시
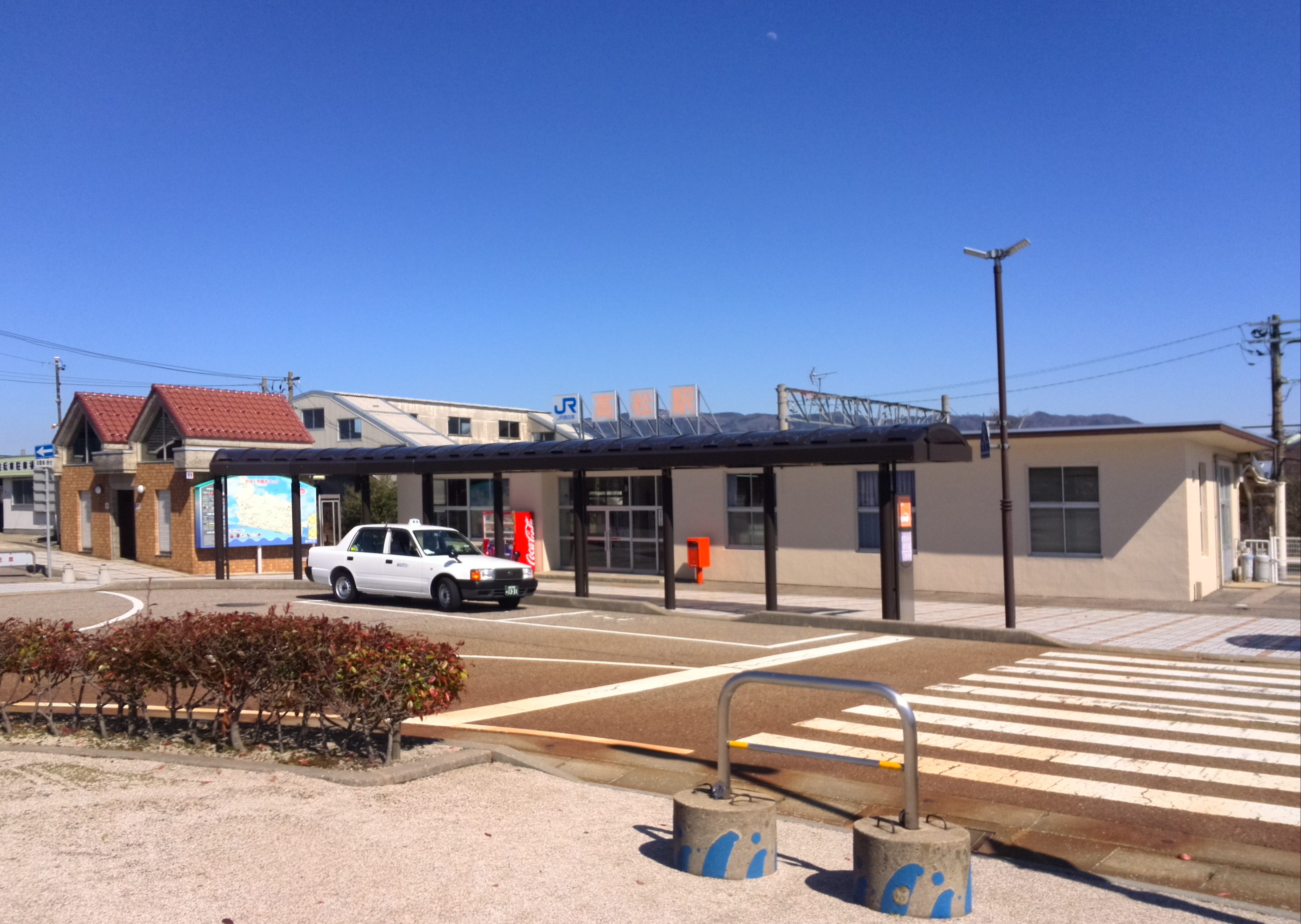
8. 가호쿠시
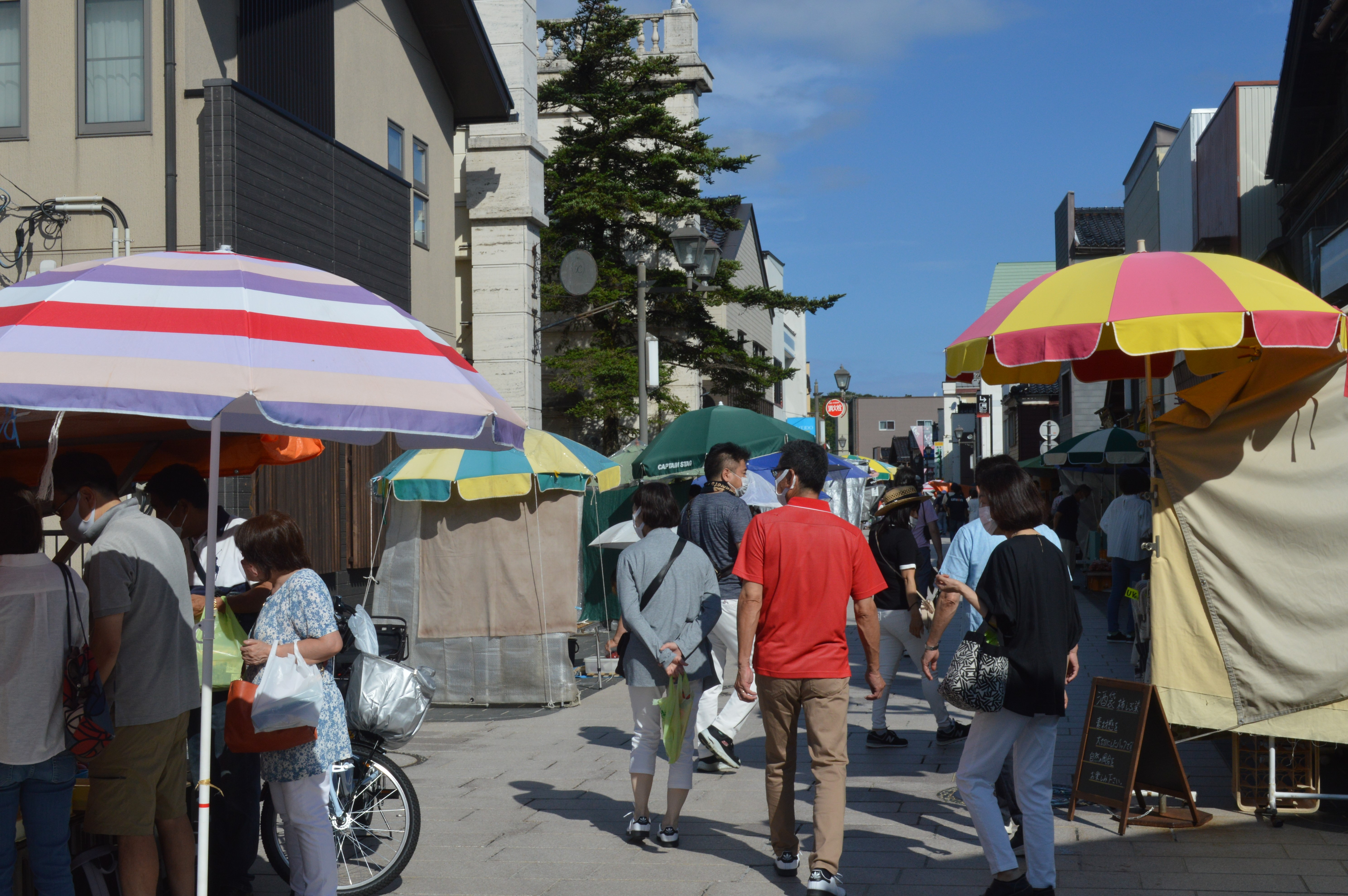
9. 와지마시
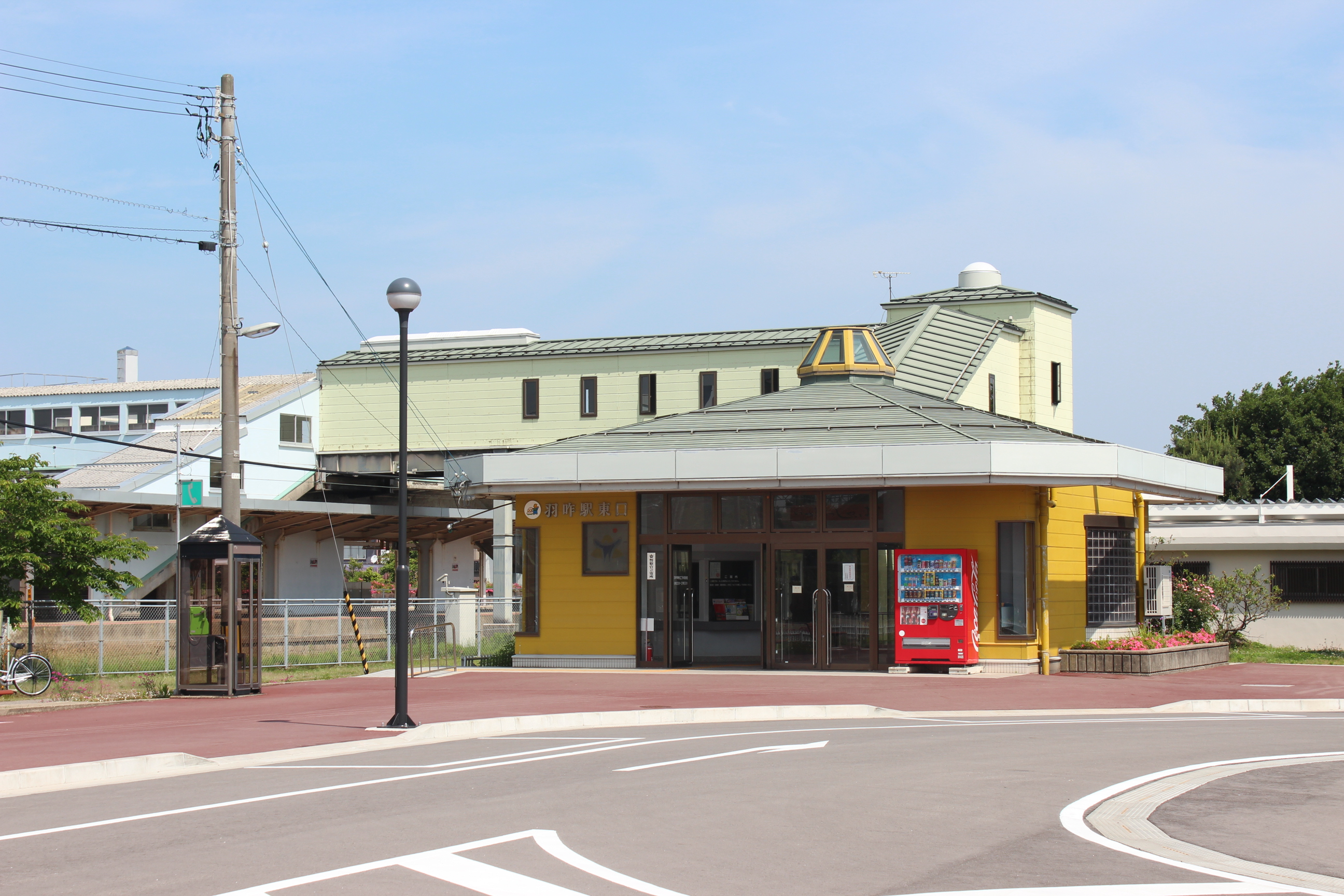
10. 하쿠이시

이시카와현 내 시별 인구밀도 랭킹 (2016년 기준)
1. 노노이치시 (4,070명/km2)
2. 가나자와시 (994명/km2)
3. 와지마시 (582명/km2)
4. 가호쿠시 (531명/km2)
5. 고마쓰시 (288명/km2)

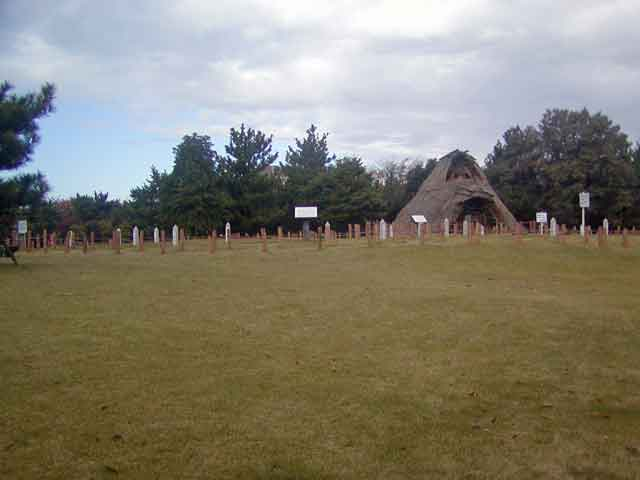
노노이치시
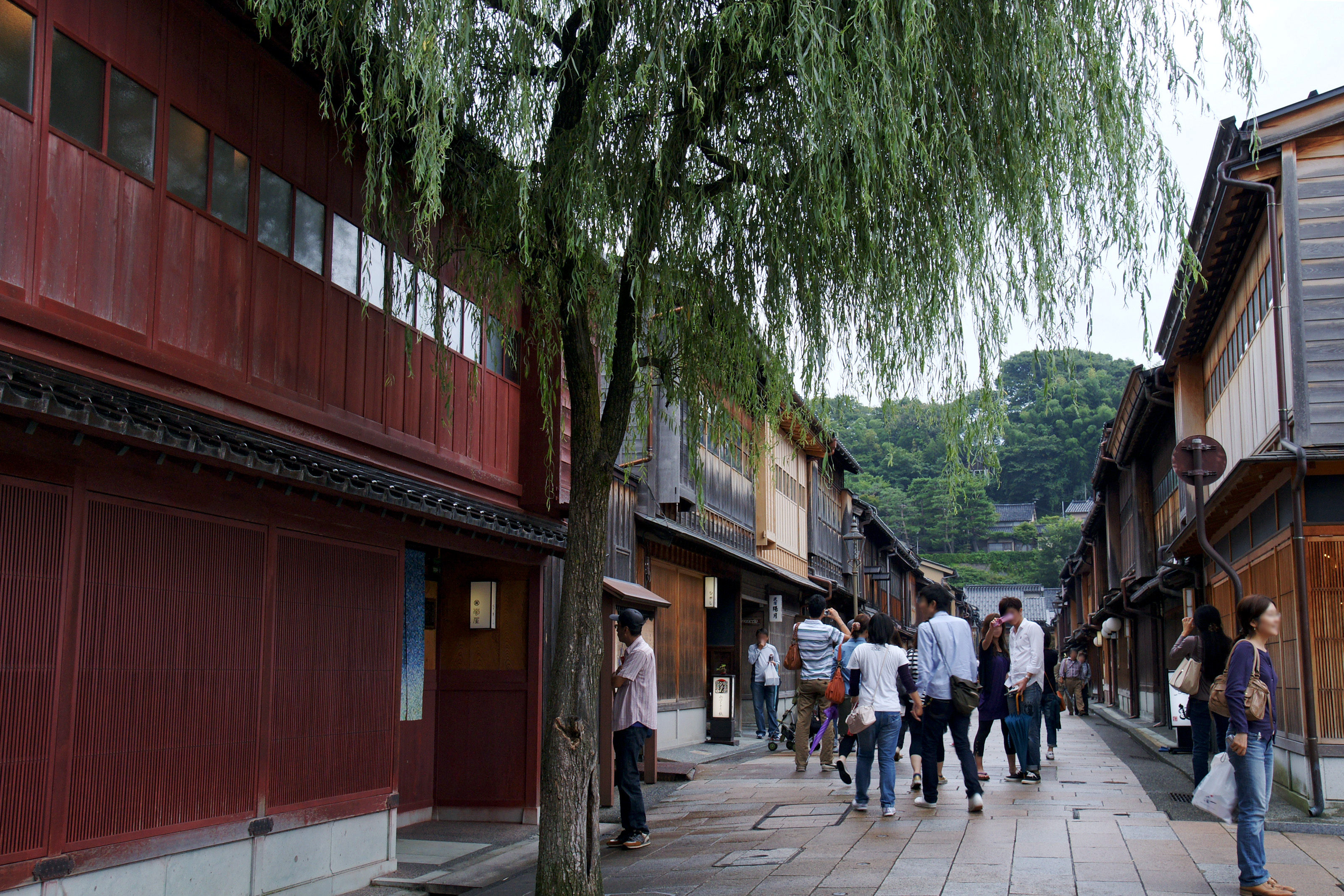
가나자와시 (현도, 중핵시)
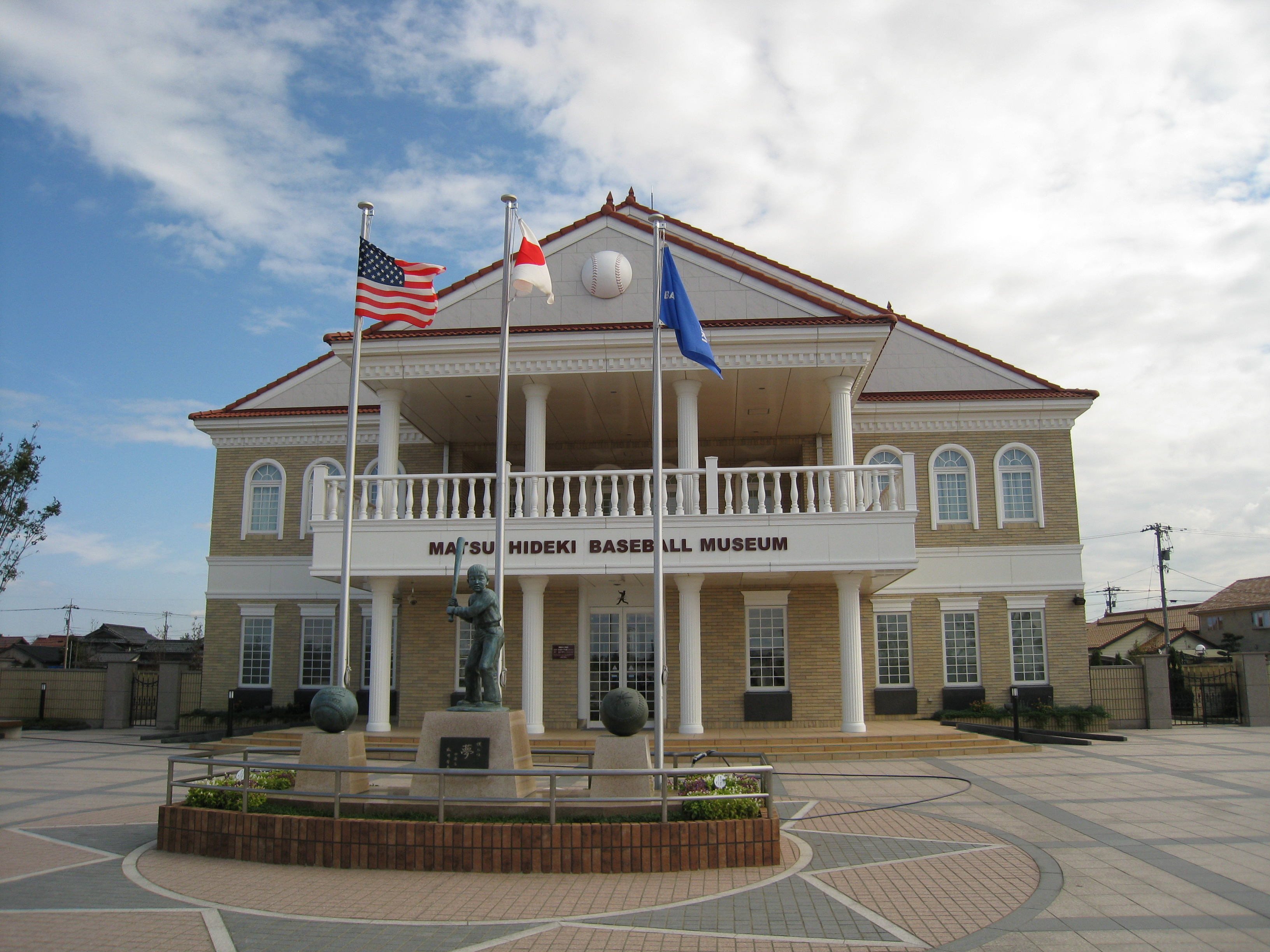
노미시
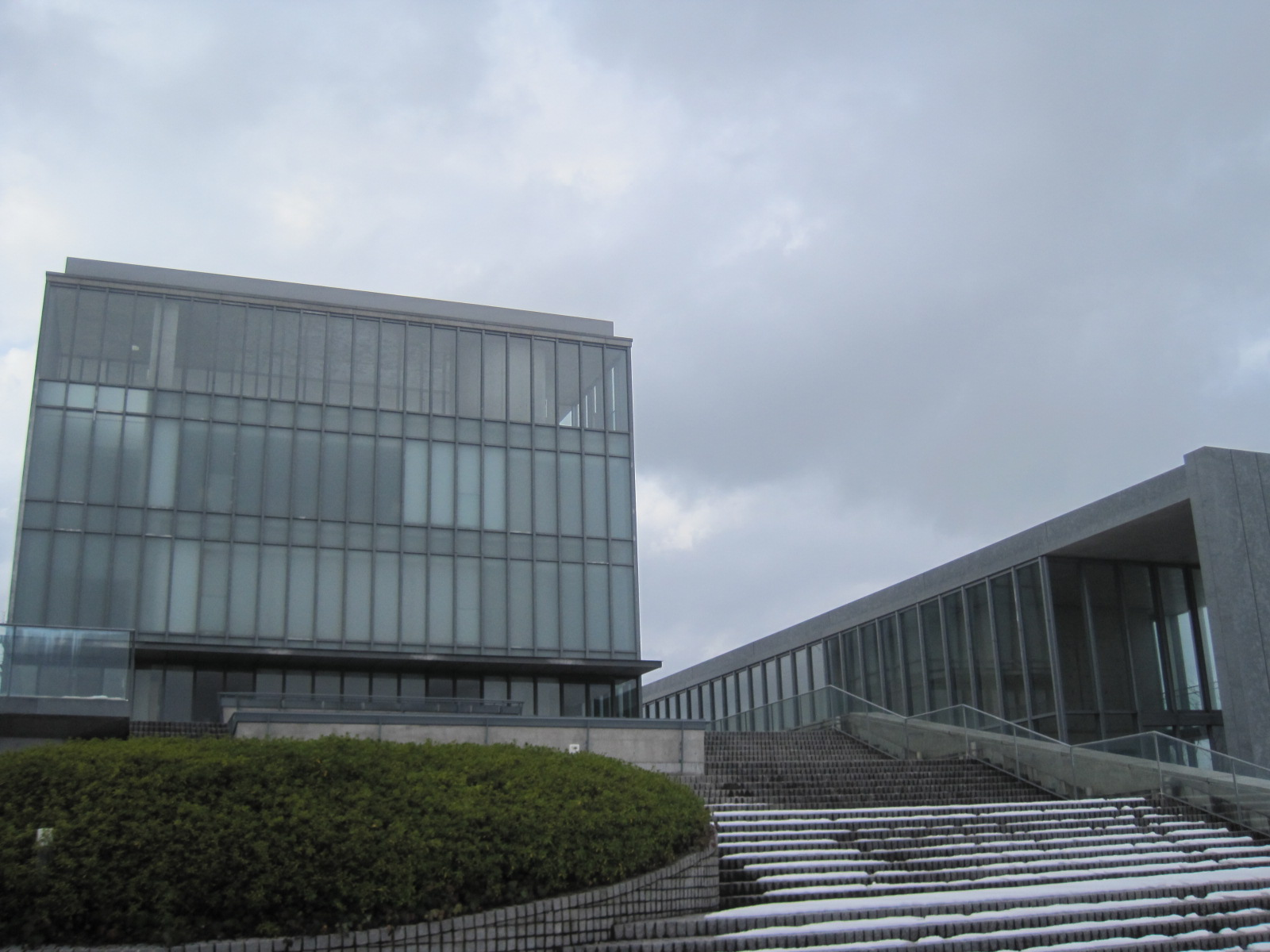
가호쿠시
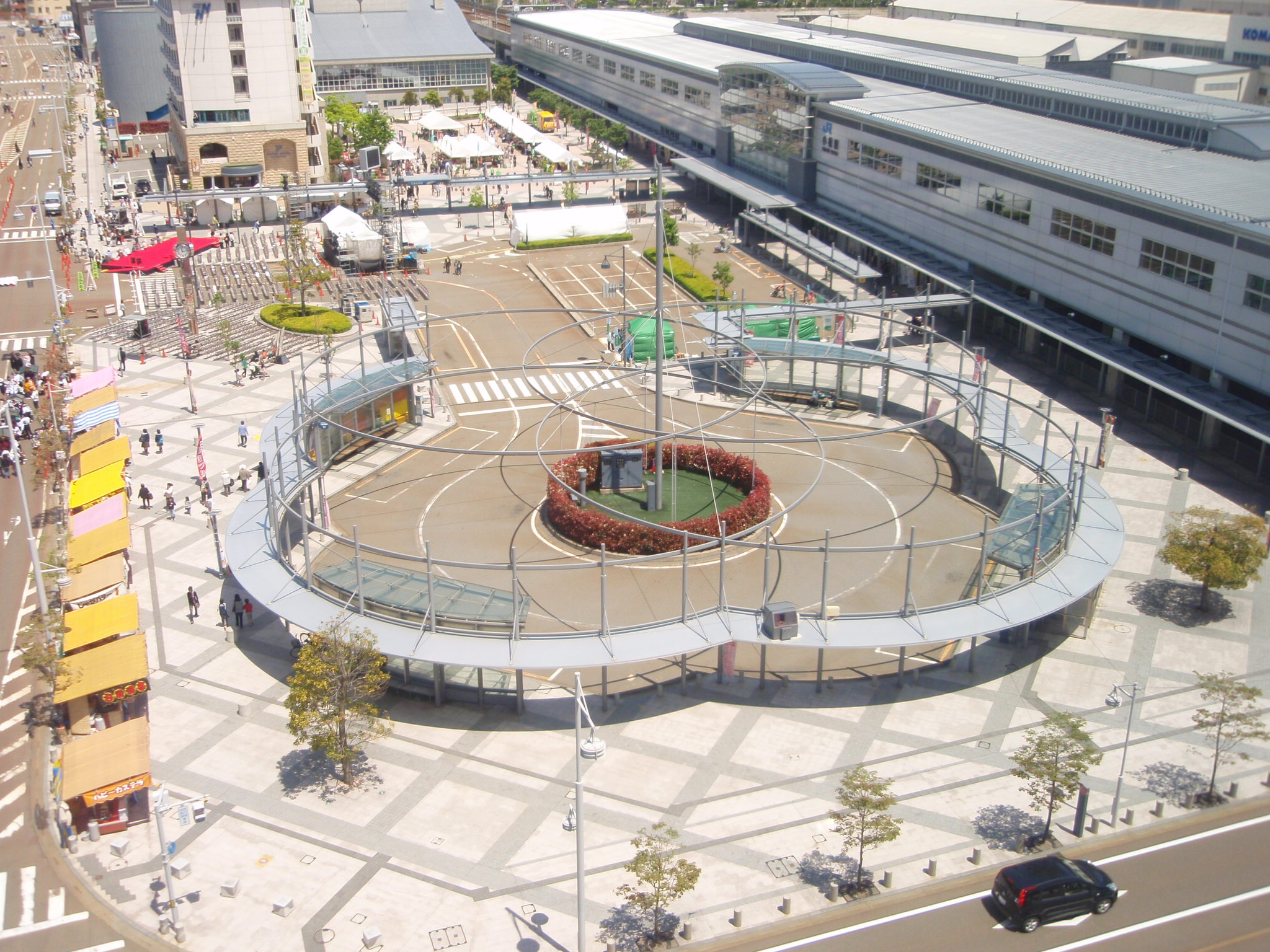
고마쓰시

## 교육
- 가나자와 대학
- 이시카와 현립 대학
- 호쿠리쿠 대학

## 교통

### 공항
- 고마쓰 공항
- 노토 공항

### 철도
- 서일본 여객철도
  - 호쿠리쿠 본선
  - 나나오선
  - 호쿠리쿠 신칸센

- IR 이시카와 철도
  - IR 이시카와 철도선

- 노토 철도
  - 나나오선

- 호쿠리쿠 철도
  - 이시카와선
  - 아사노가와선

### 도로
- 호쿠리쿠 자동차도
- 국도 제8호선
- 국도 제157호선 (일본)(일본어판)
- 국도 제159호선 (일본)(일본어판)
- 국도 제160호선
- 국도 제249호선 (일본)(일본어판)
- 국도 제304호선 (일본)(일본어판)
- 국도 제305호선 (일본)(일본어판)
- 국도 제359호선 (일본)(일본어판)
- 국도 제360호선 (일본)(일본어판)
- 국도 제364호선 (일본)(일본어판)
- 국도 제365호선 (일본)(일본어판)
- 국도 제415호선 (일본)(일본어판)
- 국도 제416호선 (일본)(일본어판)
- 국도 제470호선 (일본)(일본어판)
- 국도 제471호선 (일본)(일본어판)

## 같이 보기
- 2024년 노토반도 지진